# لاين باين
لاين باين (بالإنجليزية: Iain Bain)‏ هو مؤرخ بريطاني، ولد في 1934، وتوفي في 2018.